# El Molí de Ger
El Molí de Ger – miejscowość w Hiszpanii, w Katalonii, w prowincji Girona, w comarce Baixa Cerdanya, w gminie Ger.
Według danych INE z 2005 roku miejscowość zamieszkiwały cztery osoby.